# Деловой день Мэйбл
«Деловой день Мэйбл» (англ. Mabel's Busy Day, другие названия — Charlie and the Sausages / Hot Dogs / Love and Lunch) — короткометражный фильм с участием Чарли Чаплина, выпущенный 13 июня 1914 года.

## Сюжет
Мэйбл работает разносчицей хот-догов во время автомобильных гонок, однако дела у неё не особо клеятся: клиенты не просто не хотят покупать её товар, но и вовсе норовят стащить бесплатно. В это время на трибуны с боем прорывается подвыпивший герой Чарли. Он помогает Мэйбл избавится от уж очень привязчивого клиента, однако и сам не без греха и украдкой крадет сосиску. Пока Мэйбл гоняется за ним, он возвращается к её коробке и раздает хот-доги голодным посетителям. Обнаружив Чарли, Мэйбл натравливает на него полицию. Начинается всеобщая драка и суматоха.

## В ролях
- Чарли Чаплин — подвыпивший зануда
- Мэйбл Норманд — Мэйбл
- Честер Конклин — сержант полиции
- Гарри Маккой — вор хот-догов
- Слим Саммервилл — полицейский (в титрах не указан)
- Билли Беннетт — женщина